# 第117独立領土防衛旅団 (ウクライナ領土防衛隊)
第117独立領土防衛旅団（だい117どくりつりょうどぼうえいりょだん、ウクライナ語: 117-та окрема бригада територіальної оборони）は、ウクライナ領土防衛隊の旅団。北部作戦管区隷下。

## 概要

### ドンバス戦争

スームィ・コサック連隊旗

2018年4月13日、ドンバス戦争の影響に伴い、ウクライナ領土防衛隊の動員が開始され、スームィ州で創設された。

### ロシアのウクライナ侵攻

#### 北部・スームィ戦線
2022年2月24日、ロシアのウクライナ侵攻でロシアと国境を接する北部スームィ州に配備され、パルチザンと共にウクライナ軍不在のスームィ市で41日間戦線を維持し、4月にロシア軍を撃退した。第154大隊は第91独立作戦支援連隊と共にアフトゥイルカ市を防御し、救援が到着するまで戦線を維持した。

#### 東部・スヴァトヴェ-クレミンナ戦線
2023年10月、第150大隊が東部ルハーンシク州スヴァトヴェ地区に再配置され、クプヤンシク方面を防御した。
2024年4月、第155大隊が東部ルハーンシク州セヴェロドネツィク地区に再配置され、第63独立機械化旅団隷下の第107独立機械化大隊と共にクレミンナ西のリマン方面を防御したが、9月に1日数時間の砲撃と50機のドローン攻撃を受けるなど戦況が悪化し、団員が7人まで減少する損害を受けて部隊が壊滅した。

#### 東部・ポクロウシク戦線
2024年7月、激戦地の東部ドネツィク州ポクロウシク地区に再配置され、第153大隊がアウディーイウカ北のオチェレティネ方面に展開した。9月にマリンカ西のクラホベ方面を防御していたが、包囲の危機に直面して撤退した。

#### 東部・バフムート戦線
2025年2月、第150大隊が激戦地の東部ドネツィク州バフムート地区に再配置され、友軍の救援でバフムート南のトレツク方面に展開した。

#### ロシア・クルスク戦線
2025年3月、第154大隊がロシア・クルスク州に再配置され、クルスク方面に展開した。

## 編制
- 旅団司令部（スームィ）
- 第150独立領土防衛大隊（スームィ）
- 第151独立領土防衛大隊（コノトプ）
- 第152独立領土防衛大隊（ロムヌィ）
- 第153独立領土防衛大隊（ショストカ）
- 第154独立領土防衛大隊（アフトゥイルカ）
- 第155独立領土防衛大隊（ステパニウカ）

- 火力支援中隊
- 迫撃砲中隊
- 対破壊工作中隊
- 戦闘・後方支援隊
- 衛生隊